# Dytiscus luridus
Dytiscus luridus is een keversoort uit de familie van de waterroofkevers (Dytiscidae). De wetenschappelijke naam is gepubliceerd in 1761 door Linnaeus.